# Мгачи (шахта)
Шахта «Мгачи» — ныне не существующая угольная шахта в селе Мгачи Александровск-Сахалинского городского округа,
Сахалинской области. Входила в состав АО «Сахалинуголь».
Шахта отрабатывала Мгачинское месторождение угля.

## История
Месторождение угля было открыто в 1832 году. Добыча угля в Мгачи была начата в 1907 году.
В мае 1935 года на руднике Мгачи появилась первая врубовая машина. Однако отсутствие подготовленных кадров привело к тому, что через несколько дней машина вышла из строя и была передана в распоряжение горпромуча (школа горнопромышленного ученичества) для учебных целей. Зимой 1936 года шахта получила ещё 2 врубовые машины и 19 июля был произведён первый вруб. Было отмечено, что условия для работы этих машин на шахтах Северного Сахалина вполне удовлетворительные. В опытном порядке шахты треста были оснащены врубовыми машинами тяжелого типа ДТК-2 и легкого типа — ПЖ. Однако полностью освоить их не смогли.
В 1948 году начальник участка шахты «Мгачи» Кирилл Караулов одним из первых среди шахтеров Сахалинской области удостоен звания Героя Социалистического Труда.
В 1997 году по причине первомайских гуляний водоотлив был упущен, началось затопление шахты, предотвратить которое не удалось ввиду отсутствия у АО «Сахалинуголь» денег. Шахта была ликвидирована в 1998 году, узкоколейная железная дорога разобрана немногим поздней.

## Описание
Глубина залегания угольных пластов — до 300 м. Марка угля — Г6. Техническая характеристика углей после обогащения — зольность 9,7 %, содержание серы 0,32 %, влажность 8,7 %, низшая теплота сгорания 6400 ккал/кг.
Производственная мощность шахты — 330 тысяч тонн в год. По метанообильности шахта относилась к сверхкатегорийным. Угли склонны к самовозгоранию, опасны по взрыву угольной пыли. С глубины 200 м угрожаемая зона по внезапным выбросам угля и газа; с глубины 250 метров — опасная зона по горным ударам. От шахты до пункта отгрузки угля действовала узкоколейная железная дорога, протяженностью около 4 километров.